# Sericanthe auriculata
Sericanthe auriculata là một loài thực vật có hoa trong họ Thiến thảo. Loài này được (Keay) Robbr. miêu tả khoa học đầu tiên năm 1981.